# Неа Пела
Неа Пела (на гръцки: Νέα Πέλλα) е село в Егейска Македония, Гърция, в дем Пела на административна област Централна Македония.

## География
Селото е разположено на 40 m надморска височина в западния край на Солунското поле, на 8 km югоизточно от Енидже Вардар.

## История
Селото е основано в 1924 година от гърци бежанци от Източна Тракия. В 1928 година Неа Пела е представено като чисто бежанско с 213 бежански семейства и 880 жители общо. Населението се увеличава през 30-те години след пресушаването на Ениджевардарското езеро, като в него са заселени нови бежански семейства.
Селото е много богато, тъй като разполага с добре напоявано землище. Произвеждат се много овошки - предимно праскови, както и памук, пшеница, леща. Развито е и краварството.
| Име             | Име              | Ново име        | Ново име        | Описание                  |
| --------------- | ---------------- | --------------- | --------------- | ------------------------- |
| Кралева щипалка | Κράλιβα Στιπάλκα | Василики Корифи | Βασιλική Κορυφή | местност на СИ от Постол  |
| Чекри           | Τσέκρι           | Акридотопос     | Άκριδοτοπος     | местност на Ю от Неа Пела |

| Година    | 1913 | 1920 | 1928 | 1940 | 1951 | 1961 | 1971 | 1981 | 1991 | 2001 | 2011 | 2021 |
| --------- | ---- | ---- | ---- | ---- | ---- | ---- | ---- | ---- | ---- | ---- | ---- | ---- |
| Население |      |      | 740  | 1248 | 1249 | 1438 | 1522 | 1585 | 1631 | 1606 | 1510 | 1275 |

## Личности
- Стефан Деврелис (р. 1972), гръцки духовник, епископ на Вселенската патриаршия, по произход от Неа Пела